# Gyrocarpus americanus
Gyrocarpus americanus là một loài thực vật có hoa trong họ Hernandiaceae. Loài này được Jacq. miêu tả khoa học đầu tiên năm 1763.